# Теракт в Стамбулі (1999)
Теракт у Стамбулі в 1999 році — серія з двох вибухів, що прогриміли в турецькому місті Стамбул 13 березня і 14 березня 1999 року, згідно з даними, в результаті першого вибуху загинуло 13 осіб, в результаті другого — 2 отримали поранення. Третя бомба, була знайдена в районі ресторану Burger King і успішно знешкоджена.

## Історія
13 березня 1999 року, в переповненому торговому центрі була підірвана саморобна запальна бомба, в результаті вибуху загинуло 13 осіб.
14 березня, вибухнула друга бомба, підкладена під вантажівку, в результаті вибуху постраждало 2 людини, один з постраждалих — особа підозрювана у встановленні бомби, другий — солдат. Вибуховий пристрій спрацював в 19:50 за місцевим часом (17:50 GMT).